# 佩列利斯基 (津科夫區)
50°12′43″N 34°18′59″E / 50.21194°N 34.31639°E
佩列利斯基（烏克蘭語：Переліски），是烏克蘭中部的村莊，隸屬波爾塔瓦州的波爾塔瓦區。該村距離戈羅比伊、索科利夫希納0.5公里和津科夫1.5公里，面積0.52平方公里，海拔高度157米，2001年人口39。